# Sub7even
Sub7even ist eine 1999 im Dreieck Dortmund-Essen-Herne gegründete Rockband. Bekannt wurde die Band durch ihre erste Single Weatherman und diverse Konzerte zusammen mit den Böhsen Onkelz.

## Bandgeschichte
Gegründet wurde Sub7even im Jahr 1999 von den ehemaligen Rage-Mitgliedern Christian Wolff, Sven Fischer, Spiros Efthimiadis, Christos Efthimiadis sowie dem bis dato nur regional bekannten Sänger Daniel Wirtz. Noch im selben Jahr wurde die Band vom Plattenlabel BMG unter Vertrag genommen.
Im Jahr 2000 erschien das Album Sub7even und die dazugehörige Single Weatherman, welche bundesweit ein Erfolg wurde und Platz 38 in den Media Control Charts erreichte. Im Dezember des Jahres hatte die Band einen Gastauftritt in der Seifenoper Verbotene Liebe.
Im Jahr 2001 spielen Sub7even dann erstmals vor einem größeren Publikum, wie etwa bei Rock am Ring, dem SWR3-Open-Air oder als Vorband der Böhsen Onkelz auf deren Gegen-den-Hass-Benefizkonzert, dessen Einnahmen zu Gunsten von Opfern rechtsextremer Gewalt gespendet wurden. Ebenfalls wurde in diesem Jahr noch eine weitere Albenauskopplung namens Wicked veröffentlicht.
Anfang 2002 erschien die zusammen mit En Vogue aufgenommene Single Free your Mind und Mitte des Jahres das dazugehörende, gleichnamige Album, das auf Platz 50 der Media Control Charts einstieg. Im November 2002 kam es zur Trennung vom Plattenlabel BMG. Im Sommer 2002 spielte Sub7even als Support auf der kompletten Hallentournee der Böhse Onkelz. Auf dem Konzert in Dortmund spielten sie mit den Onkelz „Nur wenn ich besoffen bin“.
Anfang 2003 stiegen Sven Fischer und Christian Wolff aus der Band aus, um ihre eigenen Wege zu gehen. Die beiden fehlenden Musiker werden zunächst auf Konzerten von dem Bassisten Rob Protzmann, dann aber letztendlich durch den Bassisten Kai Lemke ersetzt. Christian Wolff arbeitet heute als Produzent in seinem eigenen Studio in Ostfriesland und hat unter anderem für Exilia, Within Temptation und 4Lyn gearbeitet.
Im Oktober 2004 spielten Sub7even bei den beiden Dortmund-Konzerten der Böhsen Onkelz als zweite Vorband. Seit Mitte November befand sich die Band wieder im Studio, um das Album LOVECHAINSROCKETS aufzunehmen. Produzent des neuen Albums war Stephan Weidner, Bassist der Böhsen Onkelz.
Im Juni 2005 traten Sub7even vor ihrem bis dahin größten Publikum von 120.000 Menschen beim Böhse-Onkelz-Abschiedsfestival Vaya con Tioz auf.
Die Zusammenarbeit mit Stephan Weidner sowie die Auftritte als Supportband der Böhsen Onkelz brachten der Band allerdings auch Nachteile ein, sowohl im Medienbereich als auch von Veranstalterseite.
Am 26. Mai 2006 erschien nach einiger Verzögerung das Album LOVECHAINSNROCKETS als erstes Album beim neuen Label 3R von Stephan Weidner. Die Band präsentierte sich auf diesem Studioalbum nach einem radikalen Imagewandel von einer gänzlich neuen Seite. Nach dem Weggang des Keyboarders Chris Wolff wurde weitgehend auf die Verwendung sphärischer Klänge verzichtet, so dass „nun befreit losgerockt“ wird.
Ende 2007 trat Kai Lemke aus „persönlichen Gründen“ zurück. 2008 übernahm PogoTS seinen Platz auf der Bühne.

## Diskografie

### Studioalben
| Jahr | Titel          | Höchstplatzierung, Gesamtwochen, AuszeichnungChartsChartplatzierungen (Jahr, Titel, Platzierungen, Wochen, Auszeichnungen, Anmerkungen) | Anmerkungen                     |
| Jahr | Titel          | DE | Anmerkungen                     |
| ---- | -------------- | --- | ------------------------------- |
| 2002 | Free Your Mind | DE50 (3 Wo.)DE | Erstveröffentlichung: Juni 2002 |

Weitere Alben
- 2000: Sub7even
- 2006: LoveChainsNRockets

### Singles
| Jahr | Titel Album         | Höchstplatzierung, Gesamtwochen, AuszeichnungChartsChartplatzierungen (Jahr, Titel, Album, Platzierungen, Wochen, Auszeichnungen, Anmerkungen) | Anmerkungen                                   |
| Jahr | Titel Album         | DE | Anmerkungen                                   |
| ---- | ------------------- | --- | --------------------------------------------- |
| 2000 | Weatherman Sub7even | DE39 (15 Wo.)DE | Erstveröffentlichung: Oktober 2000            |
| 2002 | Free Your Mind      | DE71 (4 Wo.)DE | Erstveröffentlichung: Mai 2002 feat. En Vogue |

Weitere Singles
- 2001: Wicked
- 2002: Whatever It May Take